# يونيون مقاطعة روك (ويسكونسن)
يونيون، مقاطعة روك (بالإنجليزية: Union, Rock County, Wisconsin)‏ هي بلدة تقع بولاية ويسكونسن في الولايات المتحدة. تبلغ مساحتها 88.3 (كم²)، وترتفع عن سطح البحر 283 م، بلغ عدد سكانها 1860 نسمة في عام 2000 حسب إحصاء مكتب تعداد الولايات المتحدة وتصل الكثافة السكانية فيها 21.1 نسمة/كم2.

## أعلام
- بور دبليو. جونز

## وصلات خارجية
- The US50 - Cities and Towns in Wisconsin State
- Wisconsin Cities and Towns, Facts, Map, Flag, Colleges, Government, and More